# 1/N展開
1/N展開 (1/N expansion) は、主に量子論的場の理論で用いられる非摂動論的近似法の1つ。数学的観点からは摂動法の1種だが、物理学では非摂動論的近似法に属する。QCDのクォークの閉じ込め問題の解決を期待して1970年代に開発、研究が進められたが、この問題の解決という観点からは期待はずれな結果に終わった。
場がSU(N)やO(N)などの対称性を持つ理論において、場のスケーリングや補助場の方法(物性物理学の分野ではしばしば、ハバード・ストラトノヴィッチ(Hubbard-Stratonovich)変換とも呼ばれる)を利用して、相互作用項の係数が{\displaystyle 1/N}に比例するようにラグランジアンを変換し、{\displaystyle 1/N}を摂動パラメータとして摂動計算をおこなう。実際の計算では、展開の1次で計算をストップしてしまうことも多い。多くのモデルでは、{\displaystyle N}は2か3であるが、自然単位系では QED における結合定数 {\displaystyle e}は {\displaystyle 0.3} 程度であり、QEDの摂動計算が非常によい近似を与えていることを考えると、展開して得られた結果が定量的にも悪くない結果を与えるはずであるとウィッテンは指摘している。